# 小行星23248
小行星23248（23248 Batchelor）是一颗绕太阳运转的小行星，为主小行星带小行星。该小行星于2000年11月20日发现。

## 轨道参数
小行星23248的轨道半长轴为379 167 423 km，2.5345416 UA，离心率为0.104。